# Ulodesmus zuluensis
Ulodesmus zuluensis är en mångfotingart som först beskrevs av Lawrence 1962.  Ulodesmus zuluensis ingår i släktet Ulodesmus och familjen Gomphodesmidae. Inga underarter finns listade i Catalogue of Life.